# Olho d'Água das Flores
Olho d'Água das Flores est une municipalité brésilienne dans l'État de l'Alagoas.